# Ernesto Gándara Camou

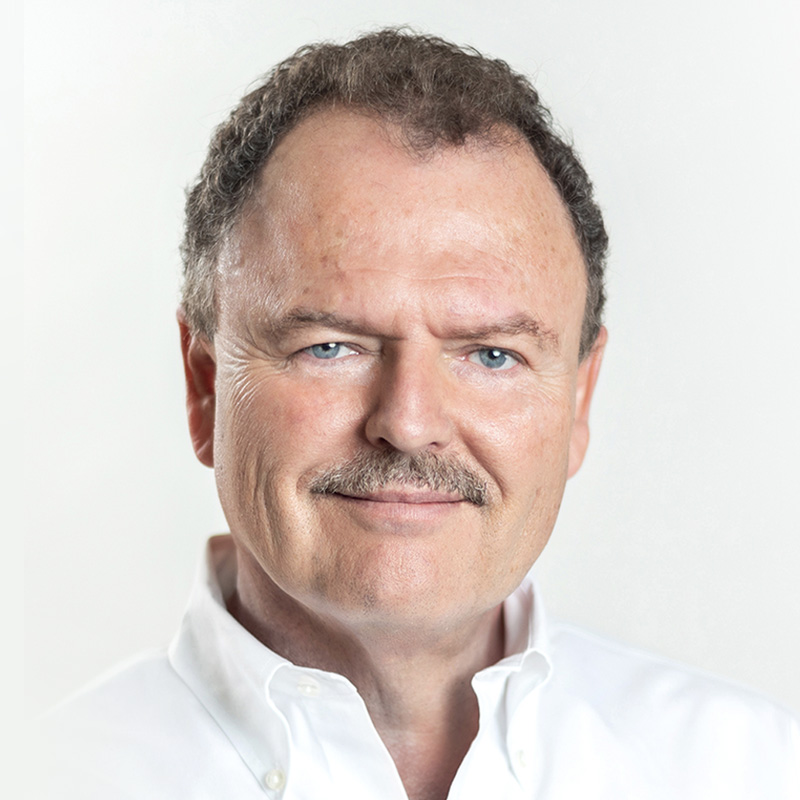
Ernesto Gándara Camou, 2021

Ernesto Gándara Camou (* 22. September 1960 in Hermosillo, Sonora) ist ein mexikanischer Politiker und derzeitiger Bürgermeister von Hermosillo.
Ernesto Camou wurde 1960 in Hermosillo, der Hauptstadt des Bundesstaates Sonora, als Sohn des damaligen Bürgermeisters Augusto Gándara Laborín geboren. Er studierte Jura an der Universidad Nacional Autónoma de México, wo er dann seinen Bachelor erhielt. Seinen Master erwarb er an der Universität Paris II.
Gándara, der über die Jugendorganisation der Partido Revolucionario Institucional in die Politik kam, hatte ab 1991 diverse Posten auf bundesstaatlicher und gesamtstaatlicher Ebene inne, bevor er am 16. September 2006 das Amt des Bürgermeisters seiner Geburtsstadt übernahm. Zu den Leistungen seiner bisherigen Amtszeit gehört die Verbesserung der Wasserversorgung der Stadt.
Gándara ist verheiratet und hat drei Töchter.